# Павел Цветков
Павел Цветков е български поет и писател.

## Биография
Роден е на 23 март 1971 г. в Силистра. Завършва българска филология в Софийския университет „Св. Климент Охридски“ през 1995 г. и „Връзки с обществеността“ във Варненския свободен университет „Черноризец Храбър“ през 2006 г.
Живее във Варна. Преподава английски и български език. Преводач е на свободна практика.
Неговите най-популярни текстове са стихосбирката „Отчаяна любов“ и есето „Exules Suo Voluntate: корени и плодове на българския национален нихилизъм“.
Лауреат е на конкурса за млад автор „Андрей Германов“ (2007), националния конкурс за есе „Непубликуваната книга за българските будители“ (2003), националния поетичен конкурс „Любовта, без която не можем“ (2001).